# Égriselles-le-Bocage
Égriselles-le-Bocage est une commune française située dans le département de l'Yonne en région Bourgogne-Franche-Comté. Ses habitants sont appelés les Égrisellois.

## Géographie
Le Lunain, un affluent du Loing, prend source dans la commune.

### Climat
Pour des articles plus généraux, voir Climat de la Bourgogne-Franche-Comté et Climat de l'Yonne.
En 2010, le climat de la commune est de type climat océanique dégradé des plaines du Centre et du Nord, selon une étude du Centre national de la recherche scientifique s'appuyant sur une série de données couvrant la période 1971-2000. En 2020, Météo-France publie une typologie des climats de la France métropolitaine dans laquelle la commune est exposée à un climat océanique altéré et est dans la région climatique Nord-est du bassin Parisien, caractérisée par un ensoleillement médiocre, une pluviométrie moyenne régulièrement répartie au cours de l’année et un hiver froid (3 °C).
Pour la période 1971-2000, la température annuelle moyenne est de 11 °C, avec une amplitude thermique annuelle de 16,2 °C. Le cumul annuel moyen de précipitations est de 741 mm, avec 11,7 jours de précipitations en janvier et 7,6 jours en juillet. Pour la période 1991-2020, la température moyenne annuelle observée sur la station météorologique de Météo-France la plus proche, « Savigny-sur-Clairis », sur la commune de Savigny-sur-Clairis à 8 km à vol d'oiseau, est de 11,3 °C et le cumul annuel moyen de précipitations est de 732,3 mm. 
La température maximale relevée sur cette station est de 41,9 °C, atteinte le 25 juillet 2019 ; la température minimale est de −21 °C, atteinte le 16 janvier 1985,,.
Les paramètres climatiques de la commune ont été estimés pour le milieu du siècle (2041-2070) selon différents scénarios d'émission de gaz à effet de serre à partir des nouvelles projections climatiques de référence DRIAS-2020. Ils sont consultables sur un site dédié publié par Météo-France en novembre 2022.

## Urbanisme

### Typologie
Au 1er janvier 2024, Égriselles-le-Bocage est catégorisée commune rurale à habitat dispersé, selon la nouvelle grille communale de densité à sept niveaux définie par l'Insee en 2022.
Elle est située hors unité urbaine. Par ailleurs la commune fait partie de l'aire d'attraction de Sens, dont elle est une commune de la couronne,. Cette aire, qui regroupe 65 communes, est catégorisée dans les aires de 50 000 à moins de 200 000 habitants,.

### Occupation des sols
L'occupation des sols de la commune, telle qu'elle ressort de la base de données européenne d’occupation biophysique des sols Corine Land Cover (CLC), est marquée par l'importance des territoires agricoles (89,7 % en 2018), une proportion sensiblement équivalente à celle de 1990 (90,4 %). La répartition détaillée en 2018 est la suivante :
terres arables (78,9 %), zones agricoles hétérogènes (10,8 %), forêts (6,7 %), zones urbanisées (3,6 %). L'évolution de l’occupation des sols de la commune et de ses infrastructures peut être observée sur les différentes représentations cartographiques du territoire : la carte de Cassini (XVIIIe siècle), la carte d'état-major (1820-1866) et les cartes ou photos aériennes de l'IGN pour la période actuelle (1950 à aujourd'hui).

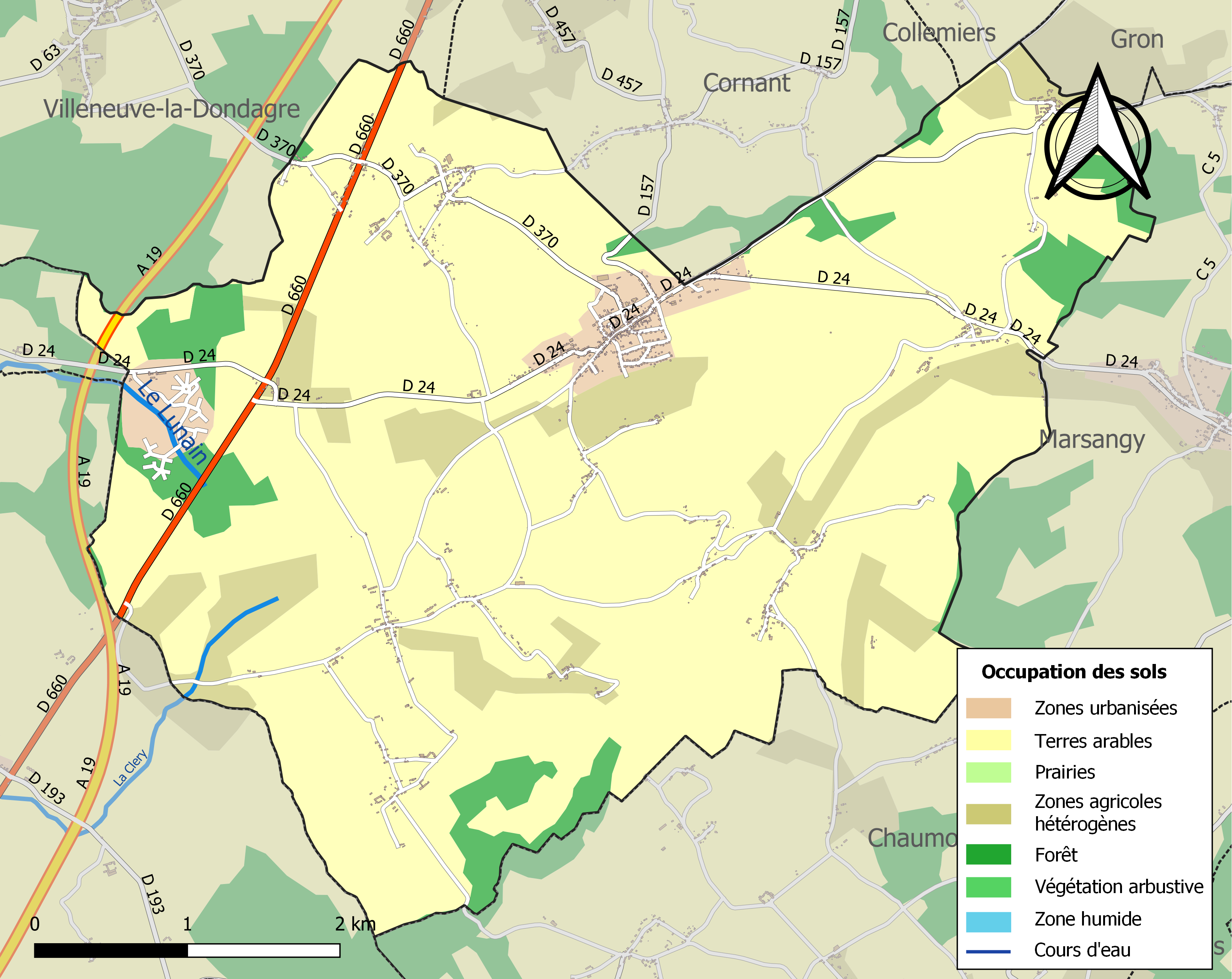
Carte des infrastructures et de l'occupation des sols de la commune en 2018 (CLC).

## Histoire

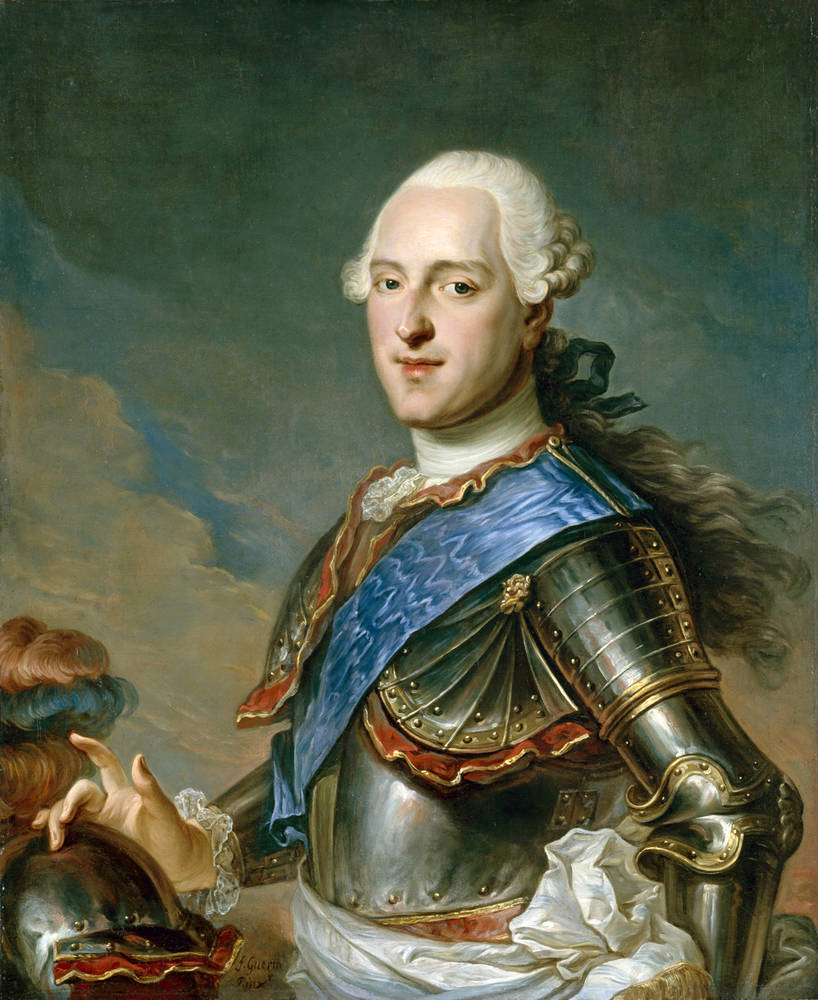
François-Xavier de Saxe.

Bocage indique une origine de forêt profonde. Ville romaine d'origine, Égriselles possède une maison seigneuriale, près de Pont pourri, ayant appartenu à François-Xavier de Saxe.
Lors de l'année 1708 sont nés une fois des triplés (septembre 1708) et une fois des triplettes (mars 1708).

## Politique et administration

### Liste des maires
| Période    | Période  | Identité                               | Étiquette | Qualité                                           |
| ---------- | -------- | -------------------------------------- | --------- | ------------------------------------------------- |
| 1836       |          | Jean-Louis Duflocq                     |           |                                                   |
|            |          |                                        |           |                                                   |
| avant 1919 | ?        | Moïse, dit Maurice Serfaty (1874-1951) | SFIO      | Docteur en médecine,                              |
|            |          |                                        |           |                                                   |
| avant 1988 | ?        | Pierre Bon                             |           |                                                   |
| avant 2005 | 2008     | Danièle Fournier                       |           |                                                   |
| 2008       | En cours | Christian Deschamps                    | DVD       | Agriculteur, conseiller départemental depuis 2021 |

## Démographie
L'évolution du nombre d'habitants est connue à travers les recensements de la population effectués dans la commune depuis 1793. Pour les communes de moins de 10 000 habitants, une enquête de recensement portant sur toute la population est réalisée tous les cinq ans, les populations de référence des années intermédiaires étant quant à elles estimées par interpolation ou extrapolation. Pour la commune, le premier recensement exhaustif entrant dans le cadre du nouveau dispositif a été réalisé en 2005.

En 2022, la commune comptait 1 387 habitants, en évolution de +6,86 % par rapport à 2016 (Yonne : −1,95 %, France hors Mayotte : +2,11 %).
| 1793 | 1800 | 1806 | 1821 | 1831 | 1836  | 1841  | 1846  | 1851  |
| ---- | ---- | ---- | ---- | ---- | ----- | ----- | ----- | ----- |
| 818  | 777  | 748  | 902  | 932  | 1 100 | 1 128 | 1 154 | 1 199 |

| 1856  | 1861  | 1866  | 1872  | 1876  | 1881  | 1886  | 1891  | 1896  |
| ----- | ----- | ----- | ----- | ----- | ----- | ----- | ----- | ----- |
| 1 248 | 1 304 | 1 328 | 1 269 | 1 280 | 1 234 | 1 182 | 1 157 | 1 106 |

| 1901  | 1906  | 1911  | 1921 | 1926 | 1931 | 1936 | 1946 | 1954 |
| ----- | ----- | ----- | ---- | ---- | ---- | ---- | ---- | ---- |
| 1 067 | 1 072 | 1 000 | 822  | 824  | 820  | 819  | 809  | 803  |

| 1962 | 1968 | 1975 | 1982 | 1990 | 1999 | 2005  | 2006  | 2010  |
| ---- | ---- | ---- | ---- | ---- | ---- | ----- | ----- | ----- |
| 708  | 671  | 593  | 640  | 768  | 964  | 1 194 | 1 202 | 1 239 |

| 2015  | 2020  | 2022  | - | - | - | - | - | - |
| ----- | ----- | ----- | - | - | - | - | - | - |
| 1 293 | 1 372 | 1 387 | - | - | - | - | - | - |

## Lieux et monuments
- Menhir des Rivaux classé monument historique le 1er août 1894 sous le nom impropre de dolmen d'Égriselles-le-Bocage[20].

## Patrimoine naturel
Égriselles est concernée par deux zones naturelles d'intérêt écologique, faunistique et floristique (ZNIEFF) :
La commune est à la limite est de la zone naturelle d'intérêt écologique, faunistique et floristique (ZNIEFF) continentale de type 2 des « Étangs, prairies et forêts du Gâtinais nord-oriental », soit 5 060,23 hectares sur dix-sept communes. La ZNIEFF vise en priorité les habitats d'eaux douces stagnantes. On y trouve prairies humides, mégaphorbiaies, tourbières et marais, entrecoupés de bocages et de boisements. Les activités humaines présentes dans cette superficie sont majoritairement l'agriculture et la sylviculture, avec de l'élevage. La pêche et la chasse y sont pratiquées, et d'autres activités de tourisme et loisirs. L'habitat est dispersé.
Sur Égriselles, cette ZNIEFF concerne environ 110 hectares dans l'Ouest autour des quatre étangs du Grand Bouilleret, dont un étang de plus de 10 hectares (40 ares de cet étang sont sur la commune voisine de Vernoy) et trois plus petits de 1,29 hectare, 34 ares et 25 ares.
La ZNIEFF continentale de type 1 du « Ruisseau de Marsangy », soit 239,6 ha, concerne les trois communes de Chaumot, Égriselles-le-Bocage et Marsangy et vise le ruisseau de Marsangy ou ru de Montgerin, petit affluent de l'Yonne. On y trouve l'écrevisse à pattes blanches (Austropotamobius pallipes), protégée au titre de la directive Habitat et de la "Protection des écrevisses autochtones sur le territoire français métropolitain ; la truite fario (Salmo trutta fario), espèce protégée sur l'ensemble du territoire français national ; le chabot (Cottus gobio), liste sur l'annexe II de la Directive Habitats ; et le vairon (Phoxinus phoxinus), seule espèce non protégée parmi les quatre citées.
Sur Égriselles, cette ZNIEFF concerne environ 51 hectares autour du ruisseau, sur le dernier 1,1 km avant qu'il ne quitte la commune.

## Personnalités liées à la commune
- François Baillet, natif d'Égriselles-le-Bocage, membre de la Cagoule, impliqué dans l'assassinat des frères des militants antifascistes italiens Nello Rosselli et Carlo Rosselli.

## Pour approfondir